# Eternal Vibes
Eternal Vibes è il nono album in studio del gruppo musicale salentino Sud Sound System, pubblicato il 30 giugno 2017.

## Tracce
1. Mystical Sound – 4:00 (testo: Dodd Clement Seymour, Fabio Miglietta, Federico Vaglio, Fernando Blasi, Hinds Horace Keith)
2. A nume te diu – 3:12 (testo: Fabio Miglietta, Alessandro Garofalo)
3. Nu be na carta te bruciare – 3:34 (testo: Fabio Miglietta, Federico Vaglio, Fernando Blasi)
4. Tegnu na scusa – 3:22 (testo: Fernando Blasi, Fabio Miglietta, Federico Vaglio, Alessandro Garofalo, Raffaele Leo)
5. Eternal Vibes (feat. Anthony B) – 4:13 (testo: Anthony Keith Blair, Fernando Blasi, Fabio Miglietta, Federico Vaglio, Raffaele Leo, Luca Manno)
6. Chi lotterà vivrà (feat. Enzo Avitabile) – 3:46 (testo: Fernando Blasi, Fabio Miglietta, Federico Vaglio, Enzo Avitabile)
7. Na luce (feat. Freddie McGregor) – 3:55 (testo: Fernando Blasi, Fabio Miglietta, Federico Vaglio, Frederick Alphonso MC Gregor, Raffaele Leo)
8. Mare de lu Salentu – 3:48 (testo: Fernando Blasi, Fabio Miglietta, Federico Vaglio, Alessandro Garofalo, Raffaele Leo)
9. Brigante – 4:02 (testo: Fernando Blasi, Fabio Miglietta, Federico Vaglio, Alessandro Garofalo)
10. Balance – 2:54 (testo: Fabio Miglietta, Federico Vaglio)
11. Ribelle – 4:13 (testo: Fabio Miglietta, Federico Vaglio)
12. Alle pezze – 3:37 (testo: Fabio Miglietta)
13. Come un gabbiano – 4:09 (testo: Fernando Blasi, Luca Manno)
14. Cose de pacci – 3:29 (testo: Fabio Miglietta, Federico Vaglio)
15. Indifferenza (feat. U-Roy) – 3:43 (testo: Euwart Asman Beckford, Fabio Miglietta, Federico Vaglio, Fernando Blasi, Alessandro Garofalo, Antonio Miglietta, Paolo Giuseppe Strumia, Raffaele Leo)
16. Tocca sai (feat. Wild Life) – 4:59 (testo: Fabio Miglietta, Federico Vaglio, Fernando Blasi, George Scott)